# Haití en los Juegos Olímpicos de París 1900
Haití estuvo representado en los Juegos Olímpicos de París 1900 por tres deportistas masculinos que compitieron en dos deportes.
El equipo olímpico haitiano no obtuvo ninguna medalla en estos Juegos.